# ياكوب بوسك
ياكوب بوسك (بالدنماركية: Jakob Busk) هو مدرب كرة قدم ولاعب كرة قدم دنماركي في مركز حراسة المرمى، ولد في 12 سبتمبر 1993 في كوبنهاغن في الدنمارك. شارك مع منتخب الدنمارك تحت 18 سنة لكرة القدم ومنتخب الدنمارك تحت 19 سنة لكرة القدم ومنتخب الدنمارك تحت 20 سنة لكرة القدم ومنتخب الدنمارك تحت 21 سنة لكرة القدم. أما مع النوادي، فقد لعب مع نادي ساندفيورد ونادي كوبنهاغن ونادي هورسينس ويونيون برلين.

## وصلات خارجية
- جاكوب بوسك على موقع إي إس بي إن إف سي (الإنجليزية)
- جاكوب بوسك على موقع قاعدة بيانات كرة القدم.إي يو (الإنجليزية)
- جاكوب بوسك على موقع Soccerbase.com (لاعب) (الإنجليزية)
- جاكوب بوسك على موقع Soccerway.com (الإنجليزية)
- جاكوب بوسك على موقع عالم كرة القدم.نت (الإنجليزية)
- جاكوب بوسك على موقع AS.com (الإسبانية)